# 대한민국 형법 제102조
대한민국 형법 제102조는 형법 제93조 여적죄의 '적국(敵國)'의 규정에 관한 형법 각칙의 조문이다.

## 조문
제102조 【준적국】
제93조 내지 전조의 죄에 있어서는 대한민국에 적대하는 외국 또는 외국인의 단체는 적국으로 간주한다.